# Улитоган
Улитога́н (каз. Ұлытоған) — село у складі Буландинського району Акмолинської області Казахстану. Входить до складу Нікольського сільського округу.
Населення — 32 особи (2021; 79 у 2009; 248 у 1999, 232 у 1989).
Національний склад станом на 1989 рік:
- казахи — 100 %.

У радянські часи село також називалось Ултуган.